# Изоморфизъм
В математиката изоморфизъм (гръцки: изо „еднакъв, равен“ и морф „форма“) е биекция, при която алгебричните връзки между елементите на крайното множество са същите, като тези на съответстващите им елементи в началното множество. Неформално, един изоморфизъм е съответствие между обектите, което показва връзката между две свойства или операции, т.е. изоморфизмът е изображение, което запазва операциите. Ако съществува един изоморфизъм между две структури, ние ги наричаме изоморфни. В известен смисъл, изоморфните структури са структурно идентични, ако се игнорират по-фините различия, които могат да възникнат от това как те са определени.
Изоморфизмите се формализират чрез теорията на категориите. Морфизъм f : X → Y в категория е изоморфизъм, ако приема двустранна противоположност, което значи, че има друг морфизъм g : Y → X в тази категория, такава че gf = 1X и fg = 1Y, където 1X и 1Y са съответно тъждествените морфизми на X и Y.

## Предназначение
Изоморфизмите се изучават в областта на математиката. Ако две тела са изоморфни, тогава всяко свойство, което е запазено от изоморфизъм и което е вярно за един от обектите, се отнася и за другите. Ако изоморфизъм може да бъде намерен от относително неизвестна част на математиката в някои от добре проучените ѝ раздели, където много теореми са вече доказани и много методи вече са на разположение, тогава функцията може да се използва за задаване на цели проблеми от непозната територия към „здравите основи“, където е по-лесно да се разбере проблема и да се работи с него.

## Приложения
В абстрактната алгебра има два основни изоморфизма:
- Изоморфизъм на групи
- Изоморфизъм на пръстени

Както автоморфизма на алгебричната структура формира група, така и изоморфизма между две алгебри с обща структура, когато съществува определен изоморфизъм за дефиниране на двете структури, също формира група
В математическия анализ, трансформацията на Лаплас е изоморфично изображение на трудни диференциални уравнения в по-лесни алгебрични уравнения.
В химията понятието изоморфизъм означава способността на кристалните вещества съвместно да кристализират в еднакви кристалографски системи, т.е. да имат еднаква външна форма и градивните им частици да могат взаимно да се заместват. Изучаването на вътрешния строеж на кристалните вещества е показало, че частиците на много кристални вещества са подредени по един и същ начин, т.е. принадлежат към един и същ структурен тип. За пръв път свойството изоморфизъм е наблюдавано от Айлхард Мичерлих при KH2PO4 и КН2AsO4.